# Anja Pärson
Anja Sofia Tess Pärson (født 25. april 1981 i Umeå) er en svensk tidligere professionel alpin skiløber, bosiddende i Monaco. Hun blev født i byen, Tärnaby, i det nordlige Sverige, hvor også andre store skiløbere som Ingemar Stenmark, Stig Strand og Jens Byggmark er født. 

## Karriere
Anja Pärson er en af de mest succesrige alpine skiløbere i første årti i det 21. århundrede. Hun var i den periode en dominerende faktor sammen med kroatiske Janica Kostelić. 
Inden 2006-2007 sæsonen frygtede mange at Anja Pärsons karriere var forbi, og de mange anelser kom da også til ansigt, da hun ikke klarede sig så godt i world-cuppen. Men sidst på sæsonen bragede hun dog igennem ved VM på hjemmebane i svenske Åre, hvor hun vandt tre guldmedaljer, i styrtløb, kombination og i super-G som hun forsvarede for VM i 2005 i italienske Bormio. Med sejrene i styrtløb og kombination blev hun samtidig den første alpine skiløber i verdenshistorien, der har vundet guld ved VM i alle fem discipliner.
Hun har desuden vundet world-cuppen 2 gange, i 2004 og 2005, samt blevet nummer 2 i 2006. Hendes største sejr kom dog ved OL i Torino, hvor hun vandt guld i slalom. 
Hendes træner var samtidig hendes far.

## Meritter

### VM
- Guld 
  - Slalom (2001)
  - Storslalom (2003, 2005)
  - Super-G (2005, 2007)
  - Styrtløb (2007)
  - Kombination (2007)
- Sølv
  - Nationalkonkurrencen (2007)
  - Kombination (2005)
- Bronze
  - Slalom (2007)
  - Storslalom (2003)
  - Super-Kombination (2011)
  - Nationalkonkurrencen (2011)

### OL
- Guld
  - Slalom (2006)
- Sølv
  - Storslalom (2002)
- Bronze
  - Slalom (2002)
  - Styrtløb (2006)
  - Kombination (2006)
  - Super-Kombination (2010)

### World-cup
- 1: 2004, 2005
- 2: 2006
- 3: 2003, 2009, 2010

World-cup sejre: 41

### Øvrigt
Årets kvindelige idrætsudøver i Sverige 2006.